# Crondall
Crondall is een civil parish in het bestuurlijke gebied Hart, in het Engelse graafschap Hampshire.